# 古部站
古部站（日语：／ Kobe eki */?）是位於長崎縣雲仙市瑞穗町，屬於島原鐵道的島原鐵道線車站。

## 歷史
本站過去可進行貨物起卸業務。
- 1912年（大正元年）10月10日 - 車站啟用[1]。
- 1964年（昭和39年）9月1日 - 成為業務委託車站。
- 1970年（昭和45年）6月30日 - 結束貨物業務。

## 車站構造
本站是地面車站，設有1面2線的島式月台。車站北邊是海邊。月台中間設有候車室。月台靠近大正一方設有站內平交道（沒有遮斷機和警報機）連接車站南邊的出入口。車站出入口處設有2處單車停泊處和維護路軌小屋。此站是沒有設置站房的無人車站。

### 月台
| 月台 | 路線        | 上下行 | 方向                 | 備註 |
| ---- | ----------- | ------ | -------------------- | ---- |
| 1    | ■島原鉄道線 | 上行   | 本諫早、諫早方向     |      |
| 2    | ■島原鉄道線 | 下行   | 島原船津、島原港方向 |      |

## 車站周邊
車站南邊設有島原街道，該道路向東西走向，沿道路上設有許多村落。在街道南邊設有國道251號，該處附近設有天草電子的瑞穗工場。上述已經提及，車站北邊是海邊，對出的是有明海。

## 使用狀況
在2013年度的一年總乘車人次為9,162人，下車人次為12,388人。
以下為近年一年總乘車人次和下車人次變化。
| 年度               | 一年總 乘車人次 | 一年總 下車人次 |
| ------------------ | --------------- | --------------- |
| 2000年（平成12年） | 16,147          | 20,890          |
| 2001年（平成13年） | 17,865          | 20,774          |
| 2002年（平成14年） | 16,557          | 19,996          |
| 2003年（平成15年） | 13,871          | 17,349          |
| 2004年（平成16年） | 12,339          | 13,976          |
| 2005年（平成17年） | 12,845          | 14,449          |
| 2006年（平成18年） | 11,724          | 13,585          |
| 2007年（平成19年） | 9,308           | 10,631          |
| 2008年（平成20年） | 10,219          | 10,588          |
| 2009年（平成21年） | 8,828           | 9,968           |
| 2010年（平成22年） | 9,772           | 12,165          |
| 2011年（平成23年） | 9,015           | 10,308          |
| 2012年（平成24年） | 9,285           | 10,471          |
| 2013年（平成25年） | 9,162           | 12,388          |

## 相鄰車站
島原鐵道
■島原鐵道線
急行
通過
普通
吾妻－古部－大正

## 注腳
1. ↑  「軽便鉄道運輸開始」『官報』1912年10月19日（國立國會圖書館數碼化收藏）
2. ↑  第62版（平成27年）長崎統計年鑑 （页面存档备份，存于）（日語） - 長崎縣
3. ↑  長崎縣統計年鑑  （页面存档备份，存于）（日語），2020年9月5日參閲

## 外部連結
- 古部站 - 島原鐵道 （页面存档备份，存于）（日語）